# Takis Würger

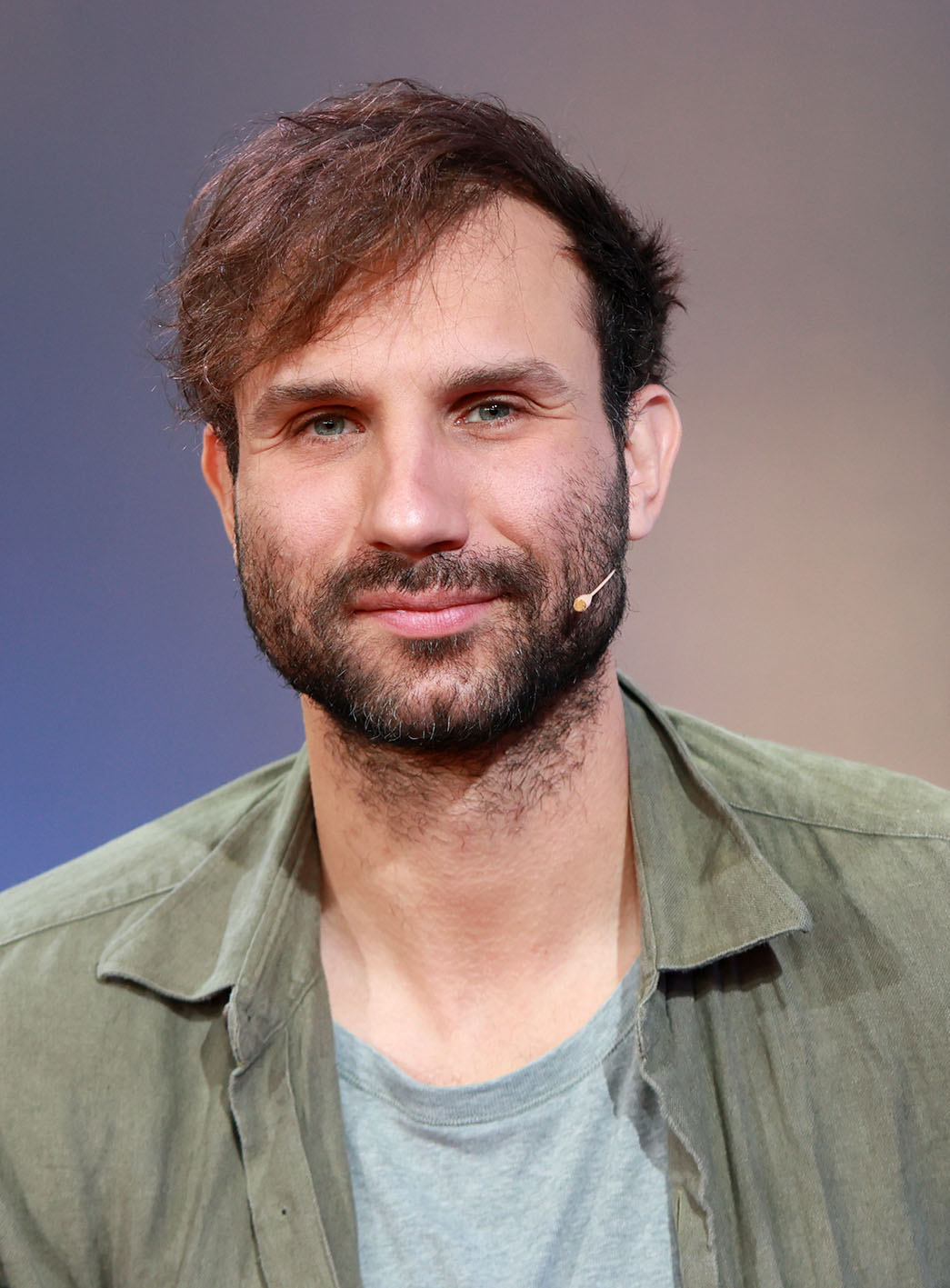
Takis Würger (2022)

Takis Würger (* 10. Juni 1985 in Hohenhameln) ist ein deutscher Journalist und Autor.

## Werdegang
Takis Würger wuchs in Wennigsen am Deister auf. Nach dem Abitur arbeitete er als freiwilliger Helfer in einem Entwicklungshilfeprojekt in Peru. Er volontierte bei der Münchner Abendzeitung und besuchte die Henri-Nannen-Schule. Danach ging er als Redakteur zum Nachrichtenmagazin Der Spiegel, bei dem er bis 2020 im Ressort Gesellschaft tätig war. 2014 studierte er ein Jahr am St. John’s College der Universität Cambridge Human, Social and Political Science.
Würger berichtete für den Spiegel unter anderem aus Afghanistan, Ägypten, Libyen, Mexiko und der Ukraine. Er  hat mehrere Journalistenpreise gewonnen, darunter den Deutschen Reporterpreis, den Hansel-Mieth-Preis zusammen mit dem Fotografen Armin Smailovic, den CNN Journalist Award, den Journalistenpreis der Christlichen Medienakademie und den European Journalism Prize Writing for CEE.
2010 wurde Würger durch das Medium Magazin als einer der „Top 30 Journalisten unter 30“ ausgezeichnet. 2017 erhielt er mit dem Silberschweinpreis den Debütantenpreis der lit.Cologne für seinen Roman Der Club, der auch für den aspekte-Literaturpreis 2017 nominiert war und zu den fünf beliebtesten Romanen der unabhängigen deutschen Buchhändler im Jahr 2017 gehörte. Die Lesung des Romans wurde 2018 mit dem Deutschen Hörbuchpreis in der Kategorie „Beste Unterhaltung“ ausgezeichnet.
Takis Würger lebt in Berlin.

## Rezeption
Würgers erster Roman Der Club wurde zum Bestseller. Sein zweiter Roman Stella (2019), der seinem Urgroßvater gewidmet ist, welcher im Rahmen der NS-Krankenmorde (so genannte Euthanasie-Morde, Aktion T4) in einer Gaskammer ermordet wurde, löste eine heftige Feuilleton-Debatte aus und entzweite die Literaturkritik. Nach der Publikation des Werkes über die jüdische Gestapo-Kollaborateurin Stella Goldschlag erschienen negative Kritiken in der Süddeutschen Zeitung, der FAZ und in der Zeit;
andere Kritiker lobten hingegen den Roman und der NDR kürte Stella zum Buch des Monats. Der Kritiker Philipp Peyman Engel lobte das Werk in der Jüdischen Allgemeinen als „Leise, glaubwürdig und ja, auch schonungslos“. Sein 2025 erschienener Roman Für Polina ist auf Platz 1 der Bestsellerliste (Hardcover) eingestiegen. 2025 wurde Für Polina zum Lieblingsbuch des Jahres 2025 der Buchhändlerinnen und Buchhändler der Deutschschweiz gewählt.
Im Jahr 2022 wurde Würger für Stella der Euregio-Schüler-Literaturpreis zuerkannt.

## Werke
- Hrsg.: Knockout: Das Leben ist ein Kampf. Die 20 besten Geschichten vom Boxen. Mit Fotografien von Devin Yalkin. Ankerherz Verlag, Hollenstedt 2015, ISBN 978-3-940138-94-1.
- Journalistenschule klarmachen: Insider verraten ihre Tipps für die Bewerbung. CreateSpace Independent Publishing Platform, 2015, ISBN 978-1519470751.
- Der Club. Roman. Verlag Kein & Aber, Zürich 2017, ISBN 978-3-0369-5753-1.
- Stella. Roman. Hanser Verlag, München 2019, ISBN 978-3-44625993-5.[1][16][17]
- Noah. Von einem, der überlebte. Penguin, München 2021, ISBN 978-3-328-60167-8.
- Unschuld. Penguin, München 2022, ISBN 978-3-328-60168-5.
- Für Polina. Roman. Diogenes, Zürich 2025, ISBN 978-3-257-07335-5.